# Гептаптерові
Гептаптерові (Heptapteridae) — родина риб надродини Pimelodoidea ряду сомоподібних. Складається з 24 родів та 210 видів. Наукова назва походить від грецьких слів «hepta», тобто сім, і «pteron» — плавець.

## Опис
Загальна довжина представників цієї родини коливається від 3 до 28 см. Зовнішністю схожі на представників родини Pimelodidae. Мають 3 пари вусиків, яких розташовано навколо рота. Шкіра зазвичай гладенька. Спинний плавець великий, піднято високо. Грудні та черевні плавці добре розвинені, середнього або великого розміру. У них великий жировий плавець. Анальний плавець може дорівнювати грудним плавцям, або бути трохи менше, має коротку основу. Хвостовий плавець доволі великий, сильно роздвоєний.
Забарвлення доволі різнокольорові: від сріблястого або прозорого (блідого) до темно-коричневого.

## Спосіб життя
Населяють різні біотопи, насамперед первісні прісні водойми. Декілька видів зустрічаються навіть в колодязях. Активні вночі або у присмерку. Вдень ховаються в різних укриттях. Живляться дрібними безхребетними, рибами, частково рослинністю.

## Розповсюдження
Широко поширені в Центральній і Південній Америці: від північної Мексики до Аргентини.

## Роди
- Acentronichthys
- Brachyglanis
- Brachyrhamdia
- Cetopsorhamdia
- Chasmocranus
- Gladioglanis
- Goeldiella
- Heptapterus
- Horiomyzon
- Imparfinis
- Leptorhamdia
- Mastiglanis
- Myoglanis
- Nannoglanis
- Nemuroglanis
- Pariolius
- Phenacorhamdia
- Pimelodella
- Rhamdella
- Rhamdia
- Rhamdioglanis
- Rhamdiopsis
- Taunayia